# Commentariolum petitionis
Le Commentariolum petitionis ou De petitione consulatus est un court traité en latin, donnant des conseils pour mener à bien une campagne électorale, attribué à Quintus Tullius Cicero.
Le texte se présente comme une lettre prétendument adressée par Quintus Tullius Cicero à son frère Cicéron à l'occasion de la candidature de celui-ci au consulat, en 64 av. J.-C.. 
Il a été transmis par les manuscrits des lettres de Cicéron à Quintus. Mais il est absent du manuscrit Mediceus 49, conservé à la bibliothèque Laurentienne de Florence qui date des IXe siècle-Xe siècle, dit manuscrit M. 
L'authenticité du traité a été discutée,.

## Traductions en français
- [Sidoti et Cheminade 2016] Antoine Sidoti et Christian Cheminade, Petit mémoire pour une campagne électorale, Paris, les Belles Lettres, coll. « Fragments » (no 18), mai 2016, 1re éd., 1 vol., 645, 13,5 × 21 cm (ISBN 978-2-251-74216-8, EAN 9782251742168, OCLC 953083791, BNF 45049173, SUDOC 193851458, présentation en ligne).
- [Prost 2017] François Prost, Petit manuel de la campagne électorale, Paris, les Belles Lettres, coll. « Commentario » (no 7), mars 2017, 1re éd., 1 vol., CLXXV-253, 13,5 × 21,4 cm (ISBN 978-2-251-44659-2, EAN 9782251446592, OCLC 980006017, BNF 45228886, SUDOC 199716315, présentation en ligne).
- [Waquet 2015] Nicolas Waquet, Petit manuel de campagne électorale, Paris, Payot et Rivages, coll. « Rivages poche / Petite bibliothèque », 2015, 1re éd., 1 vol., 141, 17 cm (ISBN 978-2-7436-3328-8, EAN 9782743633288, BNF 44414360).